# باشگاه فوتبال گسترش فولاد تبریز
باشگاه فوتبال گسترش فولاد تبریز (تاسیس شده در ۱۳۸۷) که پیش از این با نام فولادگستر شناخته می‌شد، یک باشگاه فوتبال ایرانی در شهر تبریز بود که در رقابت‌های لیگ برتر خلیج فارس حضور داشت، از سال ۱۳۹۷ امتیاز باشگاه گسترش فولاد به باشگاه فوتبال ماشین‌سازی تبریز واگذار گردید، بدین ترتیب باشگاه گسترش فولاد تبریز برای همیشه برچیده و منحل شد.
گسترش فولاد، یکی از معدود باشگاه‌های بخش خصوصی ایران ،بدون هیچ وابستگی دولتی یا سازمانی، بود و محمدرضا زنوزی مطلق، مالکیت آن را برعهده داشت. این باشگاه یکی از پرامکانات‌ترین باشگاه‌های فوتبال ایران به حساب می‌آمد که علاوه برداشتن استادیوم اختصاصی استاندارد، از چند زمین چمن نیز بهره می‌برد. امید نمازی، مربی تیم ملی فوتبال ایران، در بازدید از امکانات باشگاه گسترش فولاد، عنوان کرده‌بود که حتی تیم ملی نیز امکانات گسترش فولاد را در اختیار ندارد.
باشگاه گسترش فولاد، علاوه بر فوتبال، در رشته فوتسال نیز در رده‌های نوجوانان، جوانان، امید و بزرگسالان دارای تیم بوده‌است. این باشگاه همچنین در رشته‌های والیبال نشسته، تکواندو، بدمینتون و ورزش سه‌گانه نیز فعالیت کرده‌است.

## تاریخچه
باشگاه گسترش فولاد تبریز در نخستین سال تأسیس خود، با قهرمانی در لیگ استان آذربایجان شرقی، به لیگ دسته ۳ صعود کرد. در رقابت‌های دسته سوم ۸۸–۱۳۸۷، پس از کسب رتبه نخست راهی دسته دوم شد. این باشگاه در سال ۱۳۸۸ زمانی که تیم نیروی زمینی تهران دچار مشکلات مالی شده بود، امتیاز این تیم را در لیگ دسته اول خریداری کرد.

### جام حذفی
این باشگاه در فصل ۸۹–۱۳۸۸ در اولین دوره حضور خود در لیگ آزادگان دسته اول، نتایج متوسطی کسب کرده بود؛ اما در جام حذفی همان فصل به نتایج خیره‌کننده‌ای دست یافت. گسترش فولاد تبریز در نیمه‌نهایی جام حذفی با برتری ۲–۰ برابر تیم لیگ برتری ذوب آهن اصفهان، به دیدار پایانی راه پیدا کرد. این برای نخستین بار پس از ۱۶ سال بود که یک تیم خارج از سطح اول فوتبال ایران به فینال جام حذفی صعود می‌کرد.
گسترش، در دیدار فینال روبروی تیم پرسپولیس تهران قرار گرفت؛ اما در دیدار رفت در ورزشگاه یادگار امام تبریز، با تک گل شیث رضایی بازی رفت را با نتیجه ۱–۰ و بازی برگشت را نیز در ورزشگاه آزادی تهران، با حساب ۱–۳ برابر پرسپولیس واگذار کرد. در مجموع دو دیدار، باخت با نتیجه ۱ به ۴ مانع از قهرمانی گسترش فولاد در جام حذفی ۸۹–۱۳۸۸ شد.

### در راه لیگ برتر
این تیم در لیگ دسته اول ۹۰–۱۳۸۹ با مربی‌گری لوکا بوناچیچ و مدیریت فنی ناصر حجازی، در آستانه صعود به لیگ برتر قرار داشت؛ اما در نهایت به خاطر تفاضل گل کمتر به عنوان سومی، رسیدند. مسئولان باشگاه در آن سال، با انتشار مستندات و مدارکی، مدعی شدند، که قرارداد یکی از بازیکنان خارجی نساجی مازندران (دیوید ویکروم)، به صورت غیرقانونی ثبت شده و با توجه به بازی این بازیکن در مقابل گسترش فولاد، ۳ امتیاز بازی با نساجی، بایستی به گسترش داده می‌شد که در این صورت، گسترش فولاد با ۵۰ امتیاز و صدرنشینی در گروه خود به صورت مستقیم، راهی لیگ برتر می‌شد. با این حال، مسئولان کمیته انضباطی فدراسیون فوتبال ایران، این ادعا را نپذیرفتند. مجتبی شریفی رئیس وقت کمیته انضباطی در مصاحبه‌ای تلویزیونی در این مورد گفته‌بود: «با مستندات موجود در پرونده تا زمان مسئولیت خودم، رای به نفع گسترش فولاد تبریز بود. پرونده برای صدور رای نهایی کامل شده بود که به مکه معظمه مشرف شدم. به همکاران در کمیته انضباطی هم گفتم که حکم پرونده صادر نشود تا برگردم. در بازگشت از حج عمره، دریافتم که در زمان غیبت بنده رای داده‌اند.»
در نهایت مسئولان باشگاه با استخدام یک وکیل اتریشی، شکایت خود را از طریق فیفا پیگیری کردند. ناصر حجازی، مدیر فنی وقت باشگاه نیز برای دفاع از حق گسترش فولاد به کمیته انضباطی رفته بود. مسئولان باشگاه، تهدید کرده بودند که در صورت عدم اختصاص ۲ امتیاز بازی با نساجی در مسابقات لیگ آزادگان فصل بعد، شرکت نخواهند کرد. سرانجام مدیران گسترش فولاد، از ادامه پیگیری پرونده صرف نظر کرده و در مسابقات لیگ آزادگان سال بعد نیز حاضر شدند.
این تیم در لیگ آزادگان ۹۲–۱۳۹۱ با سرمربی‌گری رسول خطیبی و با بازیکنان جوان و بومی، در فاصله ۳ هفته مانده تا پایان فصل، با کسب مقام نخست گروه خود، به لیگ برتر صعود کرد.

### عملکرد

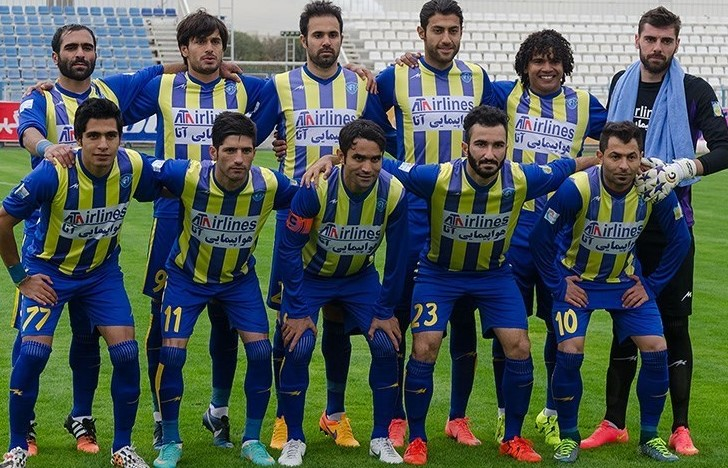
تیم گسترش فولاد در سال ۱۳۹۴.

| فصل     | لیگ         | رتبه | جام حذفی   | توضیحات                 |
| ------- | ----------- | ---- | ---------- | ----------------------- |
| ۱۳۸۷    | لیگ استانی  | ۱ام  | –          | صعود                    |
| ۸۸–۱۳۸۷ | دسته ۳      | ۱ام  | –          | صعود                    |
| ۸۹–۱۳۸۸ | دسته ۲      | ۸ام  | نایب‌قهرمان | خرید امتیاز نیروی زمینی |
| ۹۰–۱۳۸۹ | لیگ آزادگان | ۳وم  | دور سوم    |                         |
| ۹۱–۱۳۹۰ | لیگ آزادگان | ۹ام  | ۱/۱۶ نهایی |                         |
| ۹۲–۱۳۹۱ | لیگ آزادگان | ۱ام  | –          | صعود                    |
| ۹۳–۱۳۹۲ | لیگ برتر    | ۱۰ام | ۱/۸ نهایی  |                         |
| ۹۴–۱۳۹۳ | لیگ برتر    | ۱۱ام |            |                         |
| ۹۵–۱۳۹۴ | لیگ برتر    |      |            |                         |

## مالک باشگاه
در حالی که بنا به دلایلی همچون فضای نامساعد کسب و کار در فوتبال ایران، عدم رعایت قانون کپی‌رایت، سوء استفاده از پیراهن‌های ورزشی تیم‌ها، عدم بازگشت سرمایه به دلیل تعلق نگرفتن حق پخش تلویزیونی و نامعلوم بودن درآمدهای حاصل از بلیت‌فروشی، تمایل چندانی برای سرمایه‌گذاری در عرصه فوتبال از سوی بخش‌های خصوصی ایران دیده نمی‌شود، باشگاه گسترش فولاد تبریز جزو معدود باشگاه‌هایی بوده‌است که توسط بخش خصوصی اداره شده‌است.
محمدرضا زنوزی مطلق مالک گسترش فولاد، در مصاحبه‌ای در مورد برنامه خود برای درآمدزایی از این باشگاه گفته‌است:
«ما روزی که وارد فوتبال شدیم، نگران کپی رایت، بلیت‌فروشی و حق پخش تلویزیونی نبودیم… ما تمرکزمان روی این منابع جزیی درآمد نیست و ایده‌ها و روش‌های دیگری برای درآمدزایی داریم. گسترش فولاد با هدف سودآوری، برندینگ و ایفای مسوولیت اجتماعی وارد فوتبال شد و از همان روز اول نگاه‌مان بر این محور بود که اگر سودآوری نباشد، حرکت‌های بعدی باطل است و بی‌نتیجه می‌ماند… بیش از ۲۰ باشگاه موفق فوتبال در ۵ قاره را مورد بررسی و آنالیز قرار دادیم و شیوه‌های درآمدزایی آن‌ها را که قابل مدل‌سازی در فضای ایران است، استخراج کردیم. خوشبختانه مدل استخراجی ما، سودآوری نشان داد و برداشت‌ها و دریافت‌های اولیه ما نیز نشان دهنده درستی این مدل استخراجی در عرصه خصوصی‌سازی و اقتصاد فوتبال بود… ما حوزه‌های سودآوری خود را در فعالیت‌هایی تعریف کرده‌ایم که قوانین جاری کشور و دولت از آن‌ها حمایت قاطع و شفاف می‌کنند؛ بنابراین با آزمون و خطا حرکت نمی‌کنیم… من برای لباس و پول بلیت برنامه ندارم، من برای درصد قابل‌توجهی از مخارج کالایی و خدماتی هواداران آینده گسترش فولاد تبریز برنامه‌ریزی کرده‌ام که در آینده شاهد آن‌ها خواهیم بود.»

## امکانات باشگاه
باشگاه گسترش فولاد تبریز، یکی از پرامکانات‌ترین و مجهزترین باشگاه‌های ایران به حساب می‌آمد. امید نمازی، مربی تیم ملی فوتبال ایران پس از بازدید از امکانات این مجموعه، امکانات گسترش فولاد را در سطح بسیار خوب ارزیابی کرده بود و گفته‌بود که حتی تیم ملی نیز چنین امکاناتی در اختیار ندارد. او همچنین از احتمال برگزاری اردوهای تیم ملی در کمپ باشگاه خبر داده‌بود. مارکار آقاجانیان، دیگر دستیار سرمربی تیم ملی نیز، در این بازدید عنوان کرده بود که تاکنون در ایران، مجموعه‌ای مشابه این ندیده و امکانات و برنامه‌های این باشگاه فراتر از استانداردهای آسیا است.

### ورزشگاه
باشگاه گسترش فولاد، دارای ورزشگاه اختصاصی ۱۲٫۰۰۰ نفری بوده‌است که دارای امکاناتی همچون دو زمین چمن طبیعی برای برگزاری مسابقات رسمی و انجام تمرین، رختکن ویژه تیم‌های میزبان و میهمان با سرویس‌های بهداشتی و دوش حمام، اتاق ویژه داوران و اتاق پزشکان با تجهیزات کامل، اتاق فرمان، اتاق مدیریت، جایگاه مخصوص میهمانان ویژه، اتاق ویژه تصویربرداران، اتاق تست دوپینگ، اتاق ناظر داوری، نمازخانه، اتاق گزارشگر تلویزیونی و رادیویی، اتاق ویژه خبرنگاران و رسانه‌ها، امکانات ارسال خبر، سالن کنفرانس مطبوعاتی، جاده اختصاصی اتوموبیل، پارکینگ اختصاصی جداگانه برای تماشاگران و مسئولان تیم‌ها و دوربین‌های مداربسته بوده‌است.
مسئولان باشگاه، قصد داشتند با رفع ایرادات جزئی این ورزشگاه، نظیر نصب اسکوربورد و نورافکن، گواهی استادیوم درجه A را از نظر ضوابط و مقررات کنفدراسیون فوتبال آسیا برای این ورزشگاه کسب کنند. همچنین، مدیران گسترش فولاد قصد داشتند با الگوبرداری از ورزشگاه آلیانتس آرنا، اقدام به ساخت جکوزی در رختکن‌های ورزشگاه اختصاصی خود کنند. ساخت یک هتل مجهز در نزدیکی ورزشگاه اختصاصی گسترش فولاد نیز، از دیگر برنامه‌های مسئولان این باشگاه بوده‌است.
افزون بر این، مسئولان باشگاه گسترش فولاد قصد داشتند، در آینده، یک ورزشگاه ۴۰٫۰۰۰ نفری دیگر را در شهرک خاوران تبریز احداث کنند که مقدمات این کار را از جمله خرید زمین و طراحی، انجام داده‌بودند. نقشه این ورزشگاه به شکلی تهیه شده‌بود که شباهت فراوانی به ورزشگاه‌های اروپایی داشت و قرار بود با امکانات پیشرفته و استفاده از آخرین متدهای روز دنیا احداث شود.

## اسپانسر
گسترش فولاد شرکت اسپانیایی کلمه را به عنوان سازنده البسه‌های خود انتخاب کرده‌بود. این شرکت از سال ۱۹۹۴ تا سال ۱۹۹۸ سازنده لباس‌های باشگاه فوتبال رئال مادرید بوده و همچنین سازنده البسه تیم ملی فوتبال امارات متحده عربی از سال ۱۹۹۸ تا سال ۲۰۰۰ بوده و نیز تیم ملی فوتبال کویت از سال ۱۹۹۸ تا سال ۲۰۰۲ بود و نیز تیم‌های ملی سورینام و کنیا بود، همچنین تعداد زیادی از تیم‌های اسپانیایی به خصوص لوانته و الچه و … بوده‌است.

## پخش زنده
برای نخستین بار در ایران، بازی‌های این باشگاه به صورت وب کست و از طریق وبگاه رسمی باشگاه پخش زنده شده‌است. وب کست، تلفیقی از عکس و فیلم بوده و می‌شد با مراجعه به وبگاه رسمی باشگاه، بازی‌های این تیم را در کنار دیدن عکس‌های حساس بازی از طریق مدیا نیز دنبال کرد.

## مربیان

### سرمربیان گذشته
|                | \| نام \| ملیت \| سال \| \| -------------- \| ---- \| --------- \| \| حسین خطیبی \| \| ۸۸–۱۳۸۷ \| \| فرهاد کاظمی \| \| ۸۹–۱۳۸۸ \| \| فیروز کریمی \| \| ۱۳۸۹ \| \| حسین خطیبی \| \| ۱۳۸۹ \| \| لوکا بوناچیچ \| \| ۹۰–۱۳۸۹ \| \| نادر دست‌نشان \| \| ۱۳۹۰ \| \| انگین فیرات \| \| ۱۳۹۰ \| \| محمدحسین ضیایی \| \| ۱۳۹۰ \| \| هادی برگی‌زر \| \| ۹۱–۱۳۹۰ \| \| رسول خطیبی \| \| ۱۳۹۲–۱۳۹۱ \| \| مهدی تارتار \| \| ۱۳۹۳–۱۳۹۲ \| \| فراز کمالوند \| \| ۱۳۹۶–۱۳۹۳ \| \| لوکا بوناچیچ \| \| ۱۳۹۶ \| \| فیروز کریمی \| \| ۱۳۹۷–۱۳۹۶ \| |           |
| نام            | ملیت | سال       |
| حسین خطیبی     | ایران | ۸۸–۱۳۸۷   |
| فرهاد کاظمی    | ایران | ۸۹–۱۳۸۸   |
| فیروز کریمی    | ایران | ۱۳۸۹      |
| حسین خطیبی     | ایران | ۱۳۸۹      |
| لوکا بوناچیچ   | کرواسی | ۹۰–۱۳۸۹   |
| نادر دست‌نشان   | ایران | ۱۳۹۰      |
| انگین فیرات    | ترکیه | ۱۳۹۰      |
| محمدحسین ضیایی | ایران | ۱۳۹۰      |
| هادی برگی‌زر    | ایران | ۹۱–۱۳۹۰   |
| رسول خطیبی     | ایران | ۱۳۹۲–۱۳۹۱ |
| مهدی تارتار    | ایران | ۱۳۹۳–۱۳۹۲ |
| فراز کمالوند   | ایران | ۱۳۹۶–۱۳۹۳ |
| لوکا بوناچیچ   | کرواسی | ۱۳۹۶      |
| فیروز کریمی    | ایران | ۱۳۹۷–۱۳۹۶ |

## مدیران

### مدیران گذشته باشگاه
|                       | \| نام \| سال‌ها \| \| --------------------- \| ------- \| \| غلامرضا سمندر \| ۸۹–۱۳۸۷ \| \| محمدمهدی دادرس (موقت) \| ۱۳۸۹ \| \| غلامرضا سمندر \| ۹۶–۱۳۸۹ \| \| هوشنگ نصیرزاده \| ۹۷–۱۳۹۶ \| |
| نام                   | سال‌ها |
| غلامرضا سمندر         | ۸۹–۱۳۸۷ |
| محمدمهدی دادرس (موقت) | ۱۳۸۹ |
| غلامرضا سمندر         | ۹۶–۱۳۸۹ |
| هوشنگ نصیرزاده        | ۹۷–۱۳۹۶ |

## افتخارات
- قهرمانی:
  - سوپرلیگ آذربایجان شرقی ۸۸–۱۳۸۷/ صعود به دسته ۳
  - دسته اول ۹۲–۱۳۹۱/صعود به لیگ برتر
- نایب قهرمانی:
  - دسته سوم ۱۳۸۸/ صعود به دسته ۲
  - جام حذفی ۸۹–۱۳۸۸
- سومی:
  - دسته اول ۹۰–۱۳۸۹